# Девер, Шеймус
Шеймус Патрик Девер (родился 27 июля 1976) — американский актёр, получивший наибольшую популярность благодаря роли детектива Кевина Райана в сериале канала ABC «Касл».

## Биография
Девер родился во Флинте, штат Мичиган, но вырос в Буллхед-Сити, штат Аризона, куда переехал будучи ещё ребёнком. Его мама была преподавателем истории, а отец преподавал английский язык и драматическое искусство. С ранних лет Шеймус участвовал во всех школьных мероприятиях, а также занимал должность заместителя председателя ученического совета, произнес прощальную речь на вручении школьных дипломов. После окончания школы поступил в Университет Северной Аризоны на отделение радиожурналистики, но уже в то время интересовался актёрским искусством. В университете он активно занимался творческой деятельностью, сыграв в 15 пьесах Шекспира. Получив высшее образование всего за 3 года, Шеймус был одновременно принят в престижный Университет Карнеги — Меллон и Школу-студию МХАТ. Обучение заставило его жить на три города: Москва, Бостон и Питтсбург. Как признавался Шеймус, русские преподаватели открыли для него систему Станиславского.

## Карьера
Шеймус сделал преимущественно телевизионную карьеру. Его самой знаменитой ролью стал персонаж сериала «Касл» — обаятельный детектив Кевин Райан, член команды Кейт Беккетт, напарник Эспозито и друг Ричарда Касла. Также появлялся в гостевых ролях в таких сериалах «Зачарованные», «C.S.I.: Место преступления Майами», «Безумцы» и других.

## Личная жизнь
В 2006 году женился на актрисе Джулиане Девер. Она также сыграла его невесту и жену в «Касле». Шеймус с женой являются убежденными вегетарианцами, держат двух собак-спасателей.

## Фильмография
| Год       |     | Русское название                        | Оригинальное название               | Роль                    |
| --------- | --- | --------------------------------------- | ----------------------------------- | ----------------------- |
| 1999      | с   | Золотые крылья Пенсаколы                | Pensacola: Wings of Gold            | Льюис                   |
| 2001      | с   | ФАКультет                               | Undressed                           | Рэнди                   |
| 2001      | с   | Расследование Джордан                   | Crossing Jordan                     | Том Марч                |
| 2001      | ф   | —                                       | Shooting LA                         | Колин                   |
| 2002      | ф   | —                                       | She’s No Angel                      | Крикет                  |
| 2002      | ф   | Любовь обезьяны                         | Monkey Love                         | Аарон Майлз             |
| 2002      | ф   | За гранью смерти                        | Outside the Law                     | Рик Митчелл             |
| 2002      | ки  | —                                       | Soldier of Fortune II: Double Helix | дополнительные голоса   |
| 2002      | с   | —                                       | Deep Cover                          | Трей                    |
| 2003      | с   | Без следа                               | Without a Trace                     | Роналд Фелпс            |
| 2004      | с   | Детектив Раш                            | Cold Case                           | Хэнк Демпси             |
| 2004      | тф  | Никки и Нора                            | Nikki and Nora                      | офицер Пол Кордон       |
| 2005      | тф  | Бумажный детектив: Роковые снимки       | Mystery Woman: Snapshot             | Билли                   |
| 2005      | с   | Военно-юридическая служба               | JAG                                 | капрал Кейден Дюран     |
| 2005      | с   | Зачарованные                            | Charmed                             | Митчелл Хайнс           |
| 2005      | тф  | Макбрайд: Врача нет, и никогда не будет | McBride: The Doctor Is Out          | Аллан                   |
| 2005      | с   | Предел                                  | Threshold                           | агент Деторо            |
| 2005—2008 | с   | C.S.I.: Место преступления              | CSI: Crime Scene Investigation      | Дрю Рич / Адам Гилфорд  |
| 2006      | с   | C.S.I.: Место преступления Нью-Йорк     | CSI: NY                             | Чарльз Купер            |
| 2006      | ф   | Смерть Супермена                        | Hollywoodland                       | Филлип                  |
| 2006      | с   | Морская полиция: Спецотдел              | NCIS                                | Грэм Томас              |
| 2007      | с   | Рядом с домом                           | Close to Home                       | Джастин Мэттьюз         |
| 2007      | с   | C.S.I.: Место преступления Майами       | CSI: Miami                          | Пол Биллингс            |
| 2008      | с   | Главный госпиталь                       | General Hospital                    | доктор Иэн Девлин       |
| 2008      | с   | Безумцы                                 | Mad Men                             | Чак                     |
| 2008      | с   | Армейские жёны                          | Army Wives                          | доктор Крис Ферлингетти |
| 2008      | с   | Говорящая с призраками                  | Ghost Whisperer                     | Рик Хендерсон           |
| 2008      | ф   | —                                       | The Essence of Depp                 | Дилан                   |
| 2008      | ф   | —                                       | Affairs in Order                    | Сайрус                  |
| 2009      | с   | До смерти красивая                      | Drop Dead Diva                      | Тайлер Мак              |
| 2009      | ф   | —                                       | Ready or Not                        | Марк                    |
| 2009—2016 | с   | Касл                                    | Castle                              | Кевин Райан             |
| 2010      | с   | Под прикрытием                          | Dark Blue                           | Ник Перри               |
| 2012      | с   | В курсе последних событий с Челси       | Chelsea Lately                      | Кевин Райан             |
| 2014      | кор | —                                       | Sequestered                         | Обама                   |
| 2017      | кор | —                                       | Mindgame                            | Рэй                     |
| 2018      | ки  | —                                       | Far Cry 5                           | Джон Сид                |
| 2018      | с   | Легион                                  | Legion                              | Дон Эйхман              |
| 2018      | с   | Дубль два                               | Take Two                            | Тодд Гарлин             |
| 2018—2019 | с   | Титаны                                  | Titans                              | Тригон / Фрэнк Финни    |
| 2019      | с   | Новый агент Макгайвер                   | MacGyver                            | Григгс                  |
| 2019      | с   | Новичок                                 | The Rookie                          | Чез Бакман              |
| 2020      | с   | Морская полиция: Лос-Анджелес           | NCIS: Los-Angeles                   | Алексей Гончаров        |